# Bomolocha achatalis
Bomolocha achatalis är en fjärilsart som beskrevs av Jacob Hübner 1790. Bomolocha achatalis ingår i släktet Bomolocha och familjen nattflyn. Inga underarter finns listade i Catalogue of Life.